# Галицы
Га́лицы — посёлок в составе Куприяновского сельского поселения Гороховецкого района Владимирской области России.

## География
Расположен в междуречье рек Клязьмы и Суворощь, в 15 км юго-восток от Гороховца, остановочный пункт Галицкая на линии Владимир — Нижний Новгород.

## История
По переписным книгам 1678 года деревня Галицкая входила в состав Архангельского прихода, в ней было 3 двора. В конце XIX — начале XX века деревня Галицкая входила в состав Красносельской волости Гороховецкого уезда. В 1859 году в деревне числилось 22 дворов. В 1905 году в деревне имелось 45 дворов, 2 лесопильных завода купца Скворцова и Антонова и алебастровый завод братьев Широковых. В 1926 году в деревне было 87 хозяйств, начальная школа.
С 1929 года деревня Галицкая входила в состав Великовского сельсовета Гороховецкого района. С 1966 по 2001 год Галицы относились к категории рабочих посёлков.

## Население
Динамика численности населения посёлка:
| 1859 | 1905 | 1926 | 1970  | 1979  | 1989  | 2002 |
| ---- | ---- | ---- | ----- | ----- | ----- | ---- |
| 160  | ↗332 | ↗358 | ↗2374 | ↘1887 | ↘1257 | ↘957 |
| 2010 | 2021 |      |       |       |       |      |
| ↘850 | ↘797 |      |       |       |       |      |

## Инфраструктура
В посёлке расположены Галицкая средняя общеобразовательная школа, детский сад № 10, сельский дом культуры, фельдшерско-акушерский пункт.